# Manfred Zeuner
Manfred Zeuner (* 5. Mai 1938) ist ein ehemaliger Offizier der Deutschen Volkspolizei (VP). Er war von 1985 bis 1990 Chef der Transportpolizei (Trapo). 

## Leben
Zeuner erlernte den Beruf eines Lokomotivschlossers. Er wurde Mitglied der SED und 1956 Angehöriger der Deutschen Volkspolizei. Er kam zur Transportpolizei und besuchte 1958/59 die Transportpolizei-Schule. Von 1959 bis 1961 war er Schichtleiter und  von 1962 bis 1965 Ausbildungsoffizier im Trapo-Abschnitt Dresden. Von 1966 bis 1971 fungierte er als Revierleiter der Trapo Riesa und von 1974  bis 1979 als Leiter des Trapo-Abschnittes Dresden. 1979 begann er ein mehrjähriges Studium an der Akademie des Ministeriums für Innere Angelegenheiten der UdSSR. Anschließend wurde er 1981 als Oberst der VP Stellvertreter des Leiters der Hauptabteilung Transportpolizei des Ministeriums des Innern (MdI), 1982 mit der Führung der Dienstgeschäfte beauftragt und 1985 zum Leiter der HA Transportpolizei ernannt (Nachfolger von Manfred Simon). Er war auch Mitglied des Redaktionsbeirates der Zeitschrift „Die Volkspolizei“.  
Am 30. Juni 1986 wurde er von Erich Honecker zum Generalmajor ernannt. Unter seinem Kommando wurde 1990 die Personalstärke der Trapo von 6400 auf rund 2000 Mann herabgesetzt, 1700 Transportpolizisten vom Bundesgrenzschutz-Ost übernommen. Mit Auflösung der Trapo am 30. September 1990 schied er aus dem Polizeidienst. 

## Auszeichnungen
- 1987 Vaterländischer Verdienstorden in Bronze